# Єспер Гренк'єр
Єспер Гренк'єр (дан. Jesper Grønkjær, нар. 12 серпня 1977, Нуук) — данський футболіст, що грав на позиції флангового півзахисника.
Гренк'єр відрізнявся високою швидкістю, міг зіграти на позиції флангового нападника або крайнього півзахисника на будь-якому з флангів, або під нападником. Єспер зіграв понад 400 матчів у європейських клубах протягом кар'єри, вигравши спочатку 1999 року нідерландський кубок з «Аяксом», після чого зіграв понад 100 ігор за англійський «Челсі». Завершив кар'єру в клубі «Копенгаген» у віці 33 років, вигравши до того чотири данських чемпіонства і один кубок з клубом.
За збірну Данії провів 80 матчів, в яких забив 5 голів. У складі збірної взяв участь в чемпіонатах Європи 2000 і 2004 років та чемпіонатах світу 2002 та 2010 року.

## Клубна кар'єра

### Ранні роки
Народився 12 серпня 1977 року в місті Нуук у Гренландії. Ріс в місті Тістед, тут же, в місцевому однойменному клубі, і розпочав свою кар'єру футболіста.

### «Ольборг»
1995 року Гренк'єр перейшов до табору «Ольборга», на той момент — чинного чемпіона Данії. До того моменту Йеспер вже регулярно грав за молодіжну збірну Данії. За «Ольборг» він провів більше 100 матчів, у тому числі взяв участь в розіграші Ліги чемпіонів 1995/96, що став для його клубу вкрай невдалим — команда набрала лише 4 очки і завершила відбір на останньому місці в групі. Тим не менше, гра Гренк'єра привернула до нього увагу з боку провідних європейських клубів.

### «Аякс»
В жовтні 1997 року Єспера купив за 3,5 млн фунтів амстердамський «Аякс», проте приєднався данець до команди лише влітку 1998 року, де став вступати під керівництвом свого співвітчизника Мортена Ольсена. В амстердамській команді Гренк'єр завоював Кубок Нідерландів 1999 року. Крім того, за підсумками сезону він був визнаний гравцем року за версією вболівальників клубу.

### «Челсі»
У жовтні 2000 року Гренк'єр перейшов за 7,5 млн фунтів до лондонського «Челсі», ставши найдорожчим данським футболістом, а його контракт став одним з найбільш вигідних серед тих, що пропонувалися раніше данським гравцям. Тим не менш, його дебют відбувся лише в січні 2001 року, коли він оговтався від отриманої раніше травми. З цього моменту Єспера постійно переслідували різні пошкодження, що негативно позначалося на його ігровій формі. Нестабільна гра Гренк'єра нерідко викликала невдоволення головного тренера «Челсі» Клаудіо Раньєрі та фанатів «синіх». Проте, будучи у формі, Гренк'єр міг з легкістю проходити навіть найсильніших захисників, створюючи небезпечні моменти для себе і своїх одноклубників.

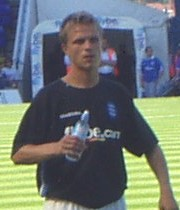
Єспер Гренк'єр під час виступів за «Бірмінгем Сіті». 7 серпня 2004 року

Яскравим прикладом цього може бути гра проти «Ліверпуля» в заключному матчі сезону 2002/03, коли його м'яч і гольова передача дозволили «Челсі» обійти в турнірній таблиці «мерсісайдців» та зайняти четверте місце, що дозволяло взяти участь в кваліфікаційному раунді Ліги чемпіонів 2003/04.
У чвертьфіналі того розіграшу Ліги чемпіонів «Челсі» протистояв інший англійський клуб — «Арсенал». Зігравши першу гру на «Стемфорд Бридж» з рахунком 1:1, «сині» мінімально програвали по ходу матчу-відповіді на «Хайбері». Однак, після виходу Гренк'єра замість Скотта Паркера, «Челсі» зміг не лише відігратися зусиллями Френка Лемпарда, але і за кілька хвилин до фінального свистка вирвати перемогу завдяки голу Вейна Бріджа. У півфіналі проти «Монако» Гренк'єр вже сам відзначився забитим голом, але це не допомогло його клубу пройти в фінал — «Монако» переміг за сумою двох зустрічей з рахунком 5:3. Єспер продовжив забивати голи, принісши своїй команді важливу нічию у виїзному матчі проти «Манчестер Юнайтед» в передостанньому турі чемпіонату Англії 2003/04, а в останній грі сезону проти «Лідс Юнайтед» вразив ворота суперників головою, принісши «Челсі» перемогу з мінімальним рахунком.

### Три клуби за два роки
Перед стартом Євро-2004, головний тренер «Челсі» Клаудіо Раньєрі був звільнений зі свого поста. Разом з ним команду покинув і Гренк'єр, приєднавшись перед початком нового сезону до іншого англійському клубу — «Бірмінгем Сіті». Однак його перебування в клубі було недовгим та невдалим. Погано почавши сезон, Гренк'єр так і не зміг адаптуватися в новому клубі та допомогти йому вести боротьбу за виживання. Єспер не зміг набрати оптимальну форму, забивши за «Бірмінгем» лише один гол в грі проти «Лінкольн Сіті» в рамках Кубка ліги.
У січні 2005 відбувся його перехід в мадридський «Атлетіко» за 2,5 млн фунтів. Невдачі в грі і травми продовжували переслідувати Єспера і тут, тому влітку йому знову довелося змінити клуб — вже втретє за два роки.
Влітку 2005 року Йеспер разом зі своїм напарником по збірній Йон-Даль Томассоном, перейшов до німецького «Штутгарта», який очолював Джованні Трапаттоні. Незважаючи на поставлені високі цілі, клуб міцно засів в середині турнірної таблиці. Невиправдані надії гравців привели до того, що вже на початку наступного року, після 12 нічиїх в 20 зіграних матчах, Гренк'єр та Томассон розкритикували методи роботи Трапаттоні, звинувативши його в небажанні сповідувати атакувальний футбол. Бажаючи показати свою владу над підопічними, перед наступною грою Трапаттоні залишив обох на лавці запасних, але вже наступного дня був звільнений. Після закінчення сезону Томассон та Гренк'єр також покинули «швабів». Єспер, як і передбачалося, повернувся на батьківщину, приєднавшись до «Копенгагена».

### «Копенгаген»

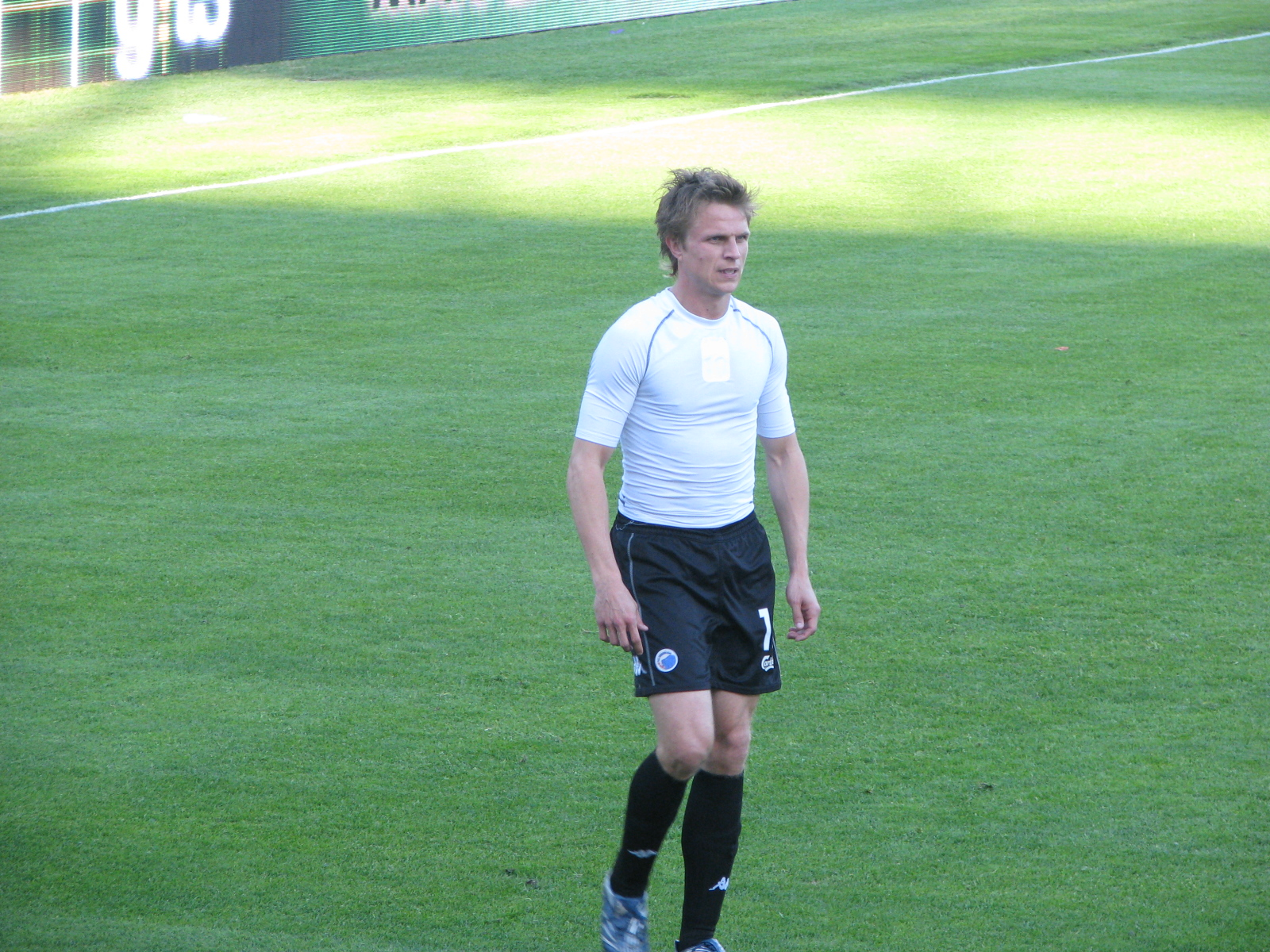
Єспер Гренк'єр під час виступів за «Копенгаген». 13 травня 2009 року

Гренк'єр був представлений як гравець чинного чемпіона Данії 23 червня 2006 року. Передбачалося, що Єспер допоможе своєму клубу успішно виступити в черговому розіграші Ліги чемпіонів, але вже в вересні, по ходу зустрічі з «Бенфікою», він отримав травму паху, яка залишила його поза грою на два місяці. Єспер відновився від травми і зміг узяти участь в кубковому матчі проти «Есб'єрга» в листопаді 2006 року. 6 грудня, в домашній грі проти «Селтіка», Йеспер забив свій другий гол в Лізі чемпіонів, і допоміг своєму клубу здобути перемогу з рахунком 3:1.
Наступні два сезони через травми Гренк'єр рідко з'являвся на полі. Особливо позначилися ускладнення після операції на травмованому коліні влітку 2008 року, що залишила його без футболу практично на весь наступний сезон. Лише в січні 2009 року Єспер зміг відновитися від наслідків операції та почати тренуватися з рештою гравців. Незважаючи на те, що Гренк'єр був одним із найстарших гравців «левів», він зміг знову отримав місце в стартовому складі, показуючи при цьому хорошу гру і склавши потужну зв'язку на фланзі із захисником Оскаром Вендтом.
26 травня 2011 року Гренк'єр оголосив про завершення кар'єри по закінченні сезону. До цього його підштовхнули постійні травми. «Я хочу жити без постійного відчуття болю» — заявив гравець. За час виступів за столичний клуб футболіст чотири рази виборював титул чемпіона Данії та одного разу ставав володарем національного кубку.

## Виступи за збірні
Дебют Гренк'єра в складі молодіжної збірної Данії відбувся в жовтні 1992 року, ще під час його виступів за «Тістед». На чемпіонаті Європи 1994 року серед юнаків до 16 років, Єспер зіграв 6 матчів, в яких відзначився дублем під час групового етапу, принісши перемогу Данії проти однолітків зі Швейцарії, а також забив гол в 1/4 фіналу проти збірної Білорусі. Його команда дійшла до фіналу, але програла Туреччині та посіла 2 місце. Гра Гренк'єра принесла йому титул найкращого молодого футболіста Данії 1995 року.
Дебют Єспера за національну збірну відбувся одразу після його переходу в «Аякс» — 27 березня 1999 року у відбірковій грі до Євро-2000 проти збірної Італії. Єспер «відзначився» вже на першій хвилині, віддавши м'яч форварду італійців Філіппо Індзагі, який відкрив рахунок в матчі. Італія виграла з рахунком 2: 1. Незважаючи на невдалу першу гру, надалі Гренк'єр грав важливу роль в команді Бу Юганссона, взявши участь у трьох іграх на Євро-2000.
Пізніше, Єспер грав ключову роль в команді Мортена Ольсена, зігравши у всіх чотирьох матчах збірної на чемпіонаті світу 2002 року, а також забивши переможний гол в ворота збірної Норвегії, що дозволив кваліфікуватися Данії на чемпіонат Європи 2004 року в Португалії, де він взяв участь в трьох матчах своєї команди, пропустивши лише одну гру через смерть матері.
Останнім міжнародним турніром Гренк'єра став чемпіонат світу 2010 року в ПАР. Після вильоту Данії з цього змагання, Гренк'єр заявив про завершення кар'єри в збірній.
Протягом кар'єри у національній команді, яка тривала 12 років, провів у формі головної команди країни 80 матчів, забивши 5 голів.

## Статистика

### Клубна
| Чемпіонат  | Чемпіонат        | Чемпіонат    | Ліга | Ліга                               | Кубок             | Кубок             | Кубок ліги             | Кубок ліги             | Континент. змаг. | Континент. змаг. | Всього | Всього |
| Сезон      | Клуб             | Ліга         | Ігри | Голи                               | Ігри              | Голи              | Ігри                   | Голи                   | Ігри             | Голи             | Ігри   | Голи   |
| Данія      | Данія            | Данія        | Ліга | Ліга                               | Кубок Данії       | Кубок Данії       | Кубок Ліги             | Кубок Ліги             | Європа           | Європа           | Всього | Всього |
| ---------- | ---------------- | ------------ | ---- | ---------------------------------- | ----------------- | ----------------- | ---------------------- | ---------------------- | ---------------- | ---------------- | ------ | ------ |
| 1995/96    | «Ольборг»        | Суперліга    | 29   | 3                                  |                   |                   | -                      | -                      |                  |                  |        |        |
| 1996/97    | «Ольборг»        | Суперліга    | 28   | 1                                  |                   |                   | -                      | -                      |                  |                  |        |        |
| 1997/98    | «Ольборг»        | Суперліга    | 29   | 6                                  |                   |                   | -                      | -                      |                  |                  |        |        |
| Нідерланди | Нідерланди       | Нідерланди   | Ліга | Ліга                               | Кубок Нідерландів | Кубок Нідерландів | Кубок Ліги             | Кубок Ліги             | Європа           | Європа           | Всього | Всього |
| 1998/99    | «Аякс»           | Ередивізі    | 25   | 8                                  | 4                 | 2                 | 0                      | 0                      | 4                | 0                | 33     | 10     |
| 1999/00    | «Аякс»           | Ередивізі    | 25   | 3                                  | 1                 | 0                 | 0                      | 0                      | 4                | 0                | 30     | 3      |
| 2000/01    | «Аякс»           | Ередивізі    | 5    | 1                                  | 0                 | 0                 | 0                      | 0                      | 1                | 1                | 6      | 2      |
| Англія     | Англія           | Англія       | Ліга | Ліга                               | Кубок Англії      | Кубок Англії      | Кубок англійської ліги | Кубок англійської ліги | Європа           | Європа           | Всього | Всього |
| 2000/01    | «Челсі»          | Прем'єр-ліга | 14   | 1                                  | 2                 | 2                 | 0                      | 0                      | 0                | 0                | 16     | 3      |
| 2001/02    | «Челсі»          | Прем'єр-ліга | 13   | 0                                  | 3                 | 0                 | 0                      | 0                      | 0                | 0                | 16     | 0      |
| 2002/03    | «Челсі»          | Прем'єр-ліга | 30   | 4                                  | 5                 | 1                 | 2                      | 0                      | 2                | 0                | 39     | 5      |
| 2003/04    | «Челсі»          | Прем'єр-ліга | 31   | 2                                  | 4                 | 0                 | 3                      | 0                      | 10               | 1                | 48     | 3      |
| 2004/05    | «Бірмінгем Сіті» | Прем'єр-ліга | 16   | 0                                  | 0                 | 0                 | 2                      | 1                      | 0                | 0                | 18     | 1      |
| Іспанія    | Іспанія          | Іспанія      | Ліга | Ліга                               | Кубок Іспанії     | Кубок Іспанії     | Кубок іспанської ліги  | Кубок іспанської ліги  | Європа           | Європа           | Всього | Всього |
| 2004/05    | «Атлетіко»       | Ла Ліга      | 16   | 0                                  |                   |                   |                        |                        |                  |                  |        |        |
| Німеччина  | Німеччина        | Німеччина    | Ліга | Ліга                               | Кубок Німеччини   | Кубок Німеччини   | Кубок німецької ліги   | Кубок німецької ліги   | Європа           | Європа           | Всього | Всього |
| 2005/06    | «Штутгарт»       | Бундесліга   | 25   | 0                                  | 2                 | 0                 | 1                      | 0                      | 7                | 0                | 35     | 0      |
| Данія      | Данія            | Данія        | Ліга | Ліга                               | Кубок Данії       | Кубок Данії       | Кубок Ліги             | Кубок Ліги             | Європа           | Європа           | Всього | Всього |
| 2006/07    | «Копенгаген»     | Суперліга    | 21   | 5                                  | 4                 | 0                 | -                      | -                      | 6                | 1                | 31     | 6      |
| 2007/08    | «Копенгаген»     | Суперліга    | 25   | 3                                  | 3                 | 1                 | -                      | -                      | 7                | 1                | 35     | 5      |
| 2008/09    | «Копенгаген»     | Суперліга    | 14   | 2                                  | 0                 | 0                 | -                      | -                      | 2                | 0                | 16     | 2      |
| 2009/10    | «Копенгаген»     | Суперліга    | 29   | 2                                  | 1                 | 0                 | -                      | -                      | 12               | 4                | 42     | 6      |
| 2010/11    | «Копенгаген»     | Суперліга    | 25   | 4                                  | 1                 | 0                 | -                      | -                      | 12               | 2                | 38     | 4      |
| Країна     | Данія            | Данія        | 200  | 26\|\|\|\|\|\|\|\|\|\|\|\|\|\|\|\| |                   |                   |                        |                        |                  |                  |        |        |
| Країна     | Нідерланди       | Нідерланди   | 55   | 12                                 | 7                 | 3                 | 0                      | 0                      | 9                | 1                | 69     | 15     |
| Країна     | Англія           | Англія       | 104  | 7                                  | 14                | 3                 | 7                      | 1                      | 12               | 1                | 137    | 12     |
| Країна     | Іспанія          | Іспанія      | 16   | 0\|\|\|\|\|\|\|\|\|\|\|\|\|\|\|\|  |                   |                   |                        |                        |                  |                  |        |        |
| Країна     | Німеччина        | Німеччина    | 25   | 0                                  | 2                 | 0                 | 1                      | 0                      | 7                | 0                | 35     | 0      |
| Всього     | Всього           | Всього       | 400  | 45\|\|\|\|\|\|\|\|\|\|\|\|\|\|\|\| |                   |                   |                        |                        |                  |                  |        |        |

### Збірна

#### Статистика матчів
| Збірна Данії | Збірна Данії | Збірна Данії |
| Роки         | Ігри         | Голи         |
| ------------ | ------------ | ------------ |
| 1999         | 6            | 0            |
| 2000         | 8            | 0            |
| 2001         | 8            | 1            |
| 2002         | 12           | 1            |
| 2003         | 7            | 2            |
| 2004         | 12           | 1            |
| 2005         | 5            | 0            |
| 2006         | 2            | 0            |
| 2007         | 10           | 0            |
| 2008         | 0            | 0            |
| 2009         | 6            | 0            |
| 2009         | 4            | 0            |
| Всього       | 80           | 5            |

#### Голи за збірну
| № | Дата           | Місце проведення гри | Суперник  | Гол | Підсумковий результат | Турнір                    |
| - | -------------- | -------------------- | --------- | --- | --------------------- | ------------------------- |
| 1 | 25 квітня 2001 | Копенгаген (Данія)   | Словенія  | 1:0 | 3:0                   | Товариський матч          |
| 2 | 26 травня 2002 | Вакаяма (Японія)     | Туніс     | 1:0 | 2:1                   | Товариський матч          |
| 3 | 7 червня 2003  | Копенгаген (Данія)   | Норвегія  | 1:0 | 1:0                   | Кваліфікація до Євро-2004 |
| 4 | 20 серпня 2003 | Копенгаген (Данія)   | Фінляндія | 1:0 | 1:1                   | Товариський матч          |
| 5 | 18 червня 2004 | Брага (Португалія)   | Болгарія  | 2:0 | 2:0                   | Євро-2004                 |

## Титули і досягнення

### Командні
- Володар Кубка Нідерландів (1):

«Аякс»: 1998-99
- Чемпіон Данії (4):

«Копенгаген»: 2006-07, 2008-09, 2009-10, 2010-11
- Володар Кубка Данії (1):

«Копенгаген»: 2008-09

### Особисті
- Найкращий молодий футболіст Данії: 1995
- Найкращий гравець чемпіонату Данії: 2007